# بلازما موبايل
بلازما موبايل (بالإنجليزية: Plasma Mobile)‏ هو أحد إصدارات بلازما المصممة للهواتف الذكية. متوفر حاليًا لجهاز باين فون والأجهزة التي يدعمها نظام التشغيل بوست ماركت مثل ون بلس 6.
يتم تضمينه من قبل العديد من توزيعات لينكس، مثل بوست ماركت ومانجارو.

## تاريخ
بعد أن تخلت Coherent Theory الراعية لبلازما أكتيف (Plasma Active) عن طموحاتها في إطلاق جهاز حاسوبٍ لوحي، ظهرت بلو سيستمز (Blue Systems) كراعٍ جديد في عام 2015 وحوَّلت تركيز عمل بلازما على الأجهزة المحمولة نحو الهواتف الذكية. تم الإعلان الرسمي عن واجهة عامل الشكل الجديدة في 25 يوليو 2015 في مؤتمر أكاديمي، مصحوبة بنموذج أولي عملي يعمل على جهاز نكسس 5. بدأت باين 64 مبيعات أجهزتها المحمولة باين فون، مع إتاحة إصدار مجتمع كيدي من الجهاز للطلبات المسبقة في 1 ديسمبر 2020.

## تكنولوجيا
يستخدم بلازما موبايل جلسة ويلاند لكي وِن وإطار عمل كيوت. التوزيعات التي تُضمّن بلازما موبايل يمكنها دعم تطبيقات أندرويد من خلال ويدرويد، الذي يقوم بتشغيل أندرويد في حاوية على الجهاز.

## وصلات خارجية
- الموقع الرسمي